# 효고현립 역사박물관

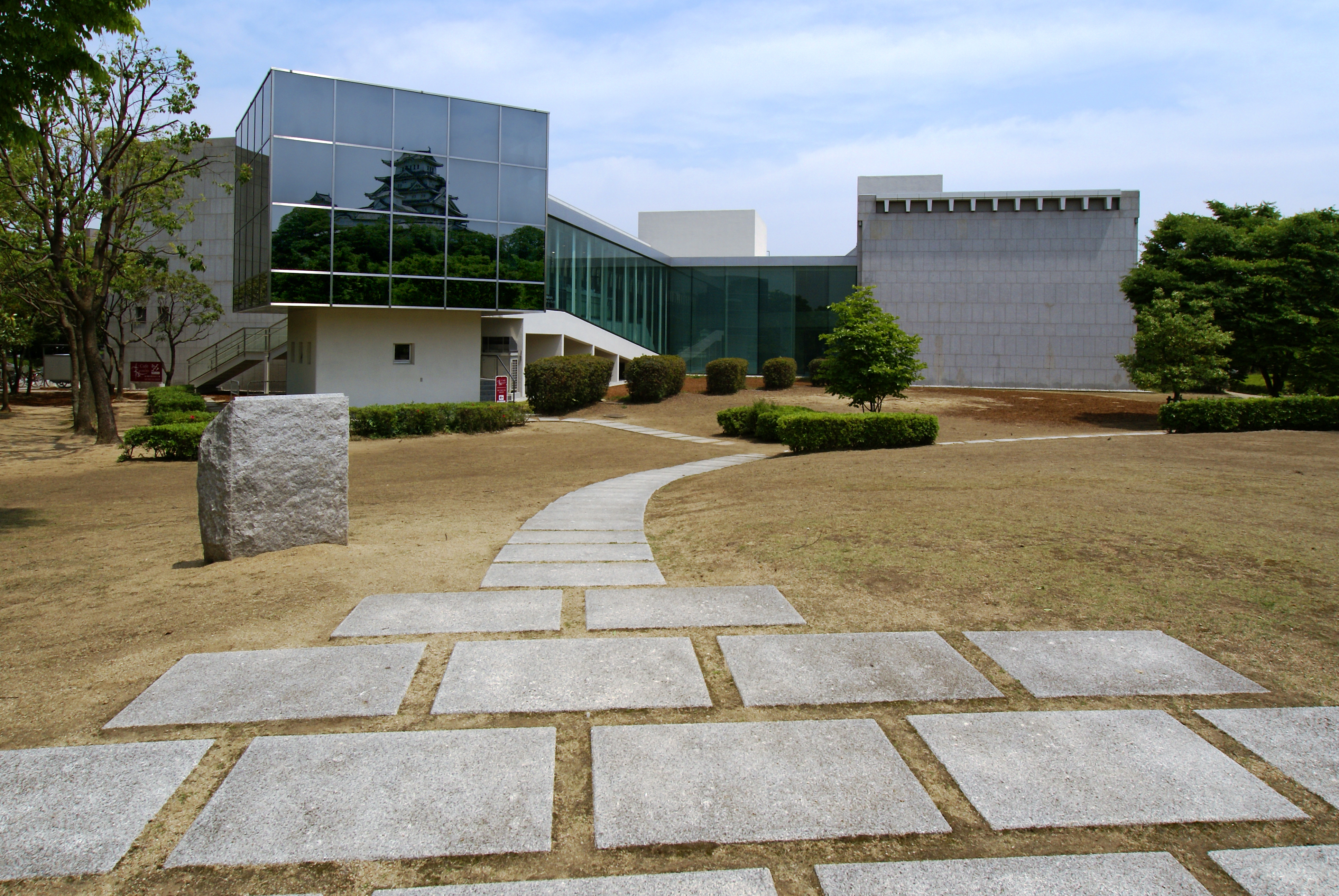
효고 현립 역사박물관

효고 현립 역사박물관(일본어: 兵庫県立歴史博物館, 영어: Hyogo Prefectural Museum of History)은 일본 효고현 히메지시에 위치한 박물관이다.

## 같이 보기
- 효고 현립 고고박물관
- 효고 현립 미술관